# En Minecraft film
En Minecraft film er en amerikansk eventyrkomediefilm baseret på det populære videospil Minecraft, der ejes af Microsoft og Mojang Studios. Filmen er produceret af Warner Bros. i samarbejde med Mojang, instrueret af Jared Hess og har blandt andre Jason Momoa, Jack Black, Emma Myers, Danielle Brooks, Sebastian Hansen, Rachel House og Jennifer Coolidge i hovedrollerne.
Filmen fik premiere i Danmark den 3. april 2025 og har siden haft stor kommerciel succes med en global indtjening på over 826 millioner dollars. Den har desuden modtaget positiv feedback fra fans verden over. En efterfølger er i øjeblikket under udvikling.

## Oversigt
Filmen er instrueret af Jared Hess og har Jason Momoa, Jack Black, Emma Myers, Danielle Brooks, Sebastian Hansen, Rachel House og Jennifer Coolidge i hovedrollerne. Den er baseret på det populære videospil Minecraft, fra 2009.

## Handling
I filmen bliver fire personer transporteret til en verden fyldt med kubeformede objekter kaldet Overworld. Her møder de en crafter ved navn Steve, og sammen begiver de sig ud på et eventyr for at finde en vej tilbage til deres egen verden.
Optagelserne til filmen begyndte i Auckland, New Zealand i januar 2024 og blev afsluttet i april samme år.

## Medvirkende
- Jason Momoa som Garrett "The Garbage Man" Garrison
- Jack Black som Steve
- Emma Myers som Natalie
- Danielle Brooks som Dawn
- Sebastian Hansen som Henry
- Rachel House som Malgosha
- Jennifer Coolidge som Marlene, viceskoleleder

## Efterfølger
Det blev den 11. april 2025 offentliggjort, at en efterfølger er under udvikling.

## Andre hjemmesider
- Officiel hjemmeside